# Casal Regionalista
L'antic Casal Regionalista, Cinematògraf Principal o Casa Abadal, és un edifici del municipi de Manresa (Bages) protegit com a bé cultural d'interès local.

## Descripció
Casa de planta baixa i dos pisos, el darrer dels quals està situat sota els pendents pronunciats de les cobertes. La caixa d'escala està situada tocant a la mitgera i el seu cos queda rematat amb una torre mirador de planta quadrada. La part posterior de l'edifici és d'una sola planta de doble alçada, amb un entresolat en forma de ferradura que circumval·la el doble espai il·luminat per una gran claraboia circular. Aquesta part posterior correspon a la part de l'antic cinema que es conservà en les obres que donaren lloc al cos de planta baixa i dues plantes que dona al Passeig. [Fitxa Catàleg Aj. Manresa]

## Notícies històriques
Als primers anys del segle XX es construí al número 12 del Passeig de Pere III. un edifici destinat a cinema. Aquest immoble, amb el nom de Cinematògraf Principal -també conegut com a Ca l'Abadal- fou projectat per l'arquitecte Ignasi Oms Ponsa. El 1913 l'edifici fou comprat pel diputat a Corts de la Lliga Regionalista Josep Claret i Asols. Aquest edifici fou destinat com a seu del Casal Regionalista, associació catalanista adherida a la Lliga, El 18 de setembre de 1913. Josep Claret sol·licità llicència per enderrocar i reconstruir la primera crugia de l'edifici de l'antic Cinematògraf Principal. Les obres comportaren enderrocar la façana i la primera crugia estructural de l'edifici modernista projectat per Ignasi Orna i Ponsa. Al seu lloc s'hi construí un nou cos amb una nova façana. Aquestes obres foren projectades -pel que sembla indicar la documentació existent- per l'arquitecte modernista barceloní Alexandre Soler i March. Aquest nou cos que s'edificà al front del Passeig, substituint el precedent, és el que actualment encara existeix en aquesta finca. El nou edifici, que mes endins de la primera crugia conservava la configuració interior de l'antic cinema, continuà destinat a seu social del Casal Regionalista fins a 1921 o 1922. El 1922 l'edifici fou comprat per la Banca Arnús. El 6 de setembre de 1923, la Banca Arnús inaugurà la seva sucursal en aquest edifici. L'adequació de l'immoble per a la instal·lació de la sucursal fou projectada per Alexandre Soler i March. El 1952 l'edifici passà a mans del Banco Central, el qual al 1954 el va vendre al Banco Popular Español. L'any 1958 el Banco Popular Español sol·licità llicència per realitzar obres en l'edifici. Aquestes obres consistirien bàsicament en modificar les obertures i el material ceràmic vidriat de la façana de la planta baixa de l'edifici: s'eliminaren les obertures en arc de manera que la façana de la planta baixa adoptà la configuració actual. [Fitxa Catàleg Aj. Manresa]